# Geranium albiflorum
Geranium albiflorum là một loài thực vật có hoa trong họ Mỏ hạc. Loài này được Ledeb. mô tả khoa học đầu tiên năm 1831.